# Pterella angustifrons
Pterella angustifrons är en tvåvingeart som beskrevs av Villeneuve 1916. Pterella angustifrons ingår i släktet Pterella och familjen köttflugor. Inga underarter finns listade i Catalogue of Life.